# Badia dels Alfacs

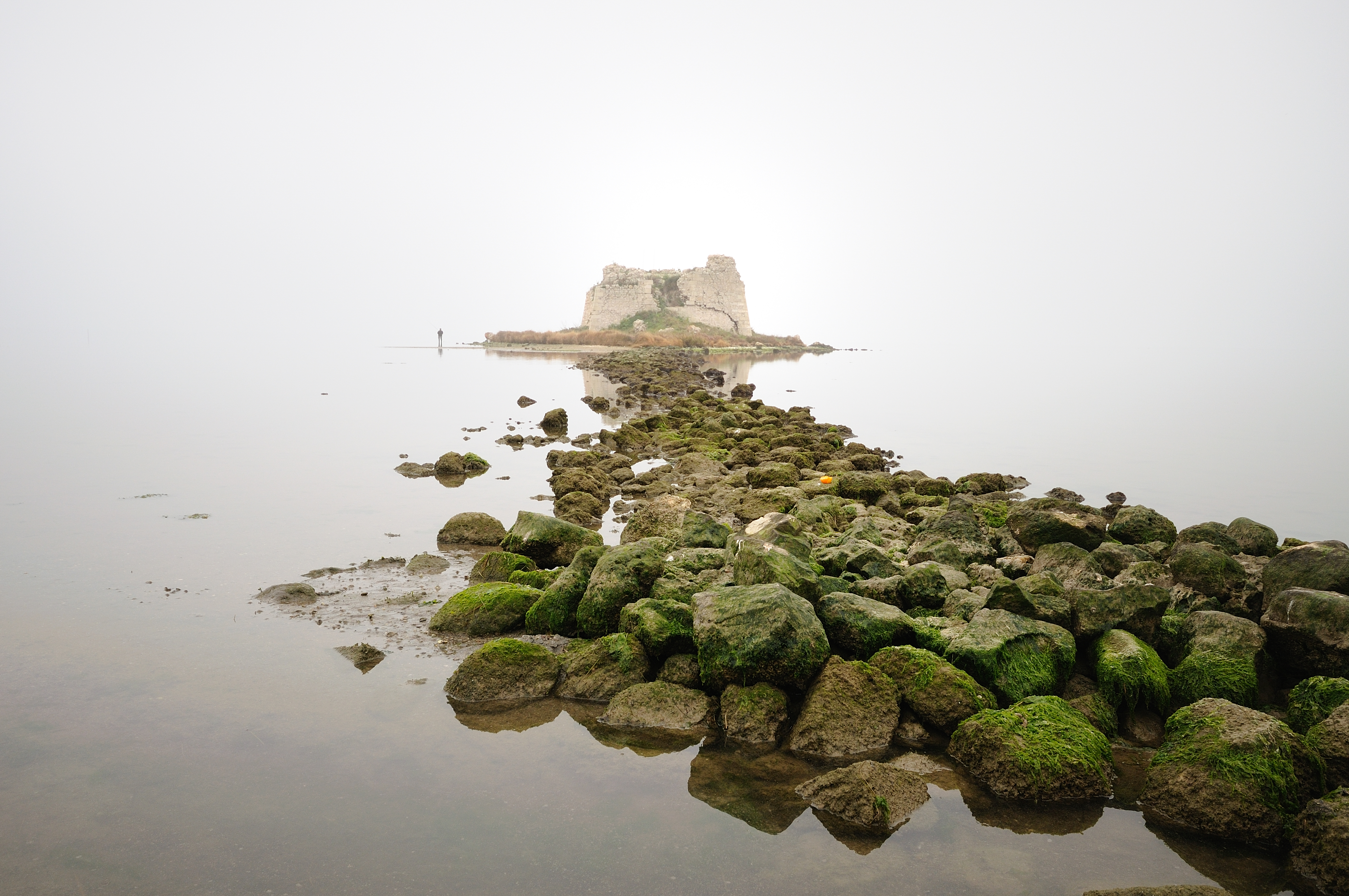
La Torre de Sant Joan, al sector nord de la Badia dels Alfacs.

La Badia dels Alfacs o els Alfacs és una terra baixa, pantanosa, a la part meridional del delta de l'Ebre, compresa entre la Ràpita (Montsià) i la desembocadura de l'Ebre. Està coberta, en gran part, de joncars i d'estanys o albuferes. Antigament era un banc de sorra, conegut amb el nom de «l'Alfac», que, acrescut pels al·luvions aportats per un dels braços de l'Ebre que desembocava en aquest indret (la boca de l'Alfac), convertí l'antic Port Fangós en una albufera. Una nova llengua de terra, coneguda amb el nom de la Banya, unida a la terra ferma per l'istme del Trabucador, formà un nou port natural, el port dels Alfacs.
La boca d'aquest port s'allarga des de la punta de la Senieta, al sud de la Ràpita, i la punta del Galatxo, a l'extrem de la Banya. És un dels ports naturals més segurs de la costa catalana per a embarcacions que no calin més de 6 m. La costa interior del port pertany als municipis de la Ràpita i d'Amposta. Al primer, el sector meridional, que correspon a la costa de dins de la Banya (on, més a l'est de la punta de Palma Marina, es troben les Salines de la Ràpita i llur moll) i a la platja interior del Trabucador, i, a la banda de terra ferma, el sector entre la boca del port i la gola Vella. A Amposta pertany la resta de la banda septentrional, compresa entre la gola Vella i el racó dels Alfacs; al centre d'aquest sector es troba la torre de Sant Joan, antiga torre de guaita i de defensa contra els pirates.

## Història
El 1420, la flota reunida per Alfons el Magnànim per anar cap a Sardenya ja fou concentrada en aquest nou port i no al port Fangós, on s'havia aplegat encara el 1323 la flota amb la qual passà a la mateixa illa l'infant Alfons. El port dels Alfacs, anomenat també de la Ràpita des de la fi del segle xviii, fou un dels ports autoritzats per Carles III el 1778 a comerciar amb Amèrica. El 1813, durant la Guerra contra Napoleó, hi encallaren divuit vaixells anglesos en intentar endinsar-s'hi: tretze aconseguiren de sortir-ne, però la resta, amb llur tripulació, caigueren en mans dels francesos. El 1978 aquí va passar l'accident del càmping Los Alfaques.

## Sector nord
La zona humida del sector nord de la badia dels Alfacs ocupa aproximadament 400 hectàrees. La badia es formà al segle xvi i l'àrea interna presenta una plataforma d'1 a 2 metres de fondària on s'hi aboquen uns 275 milions de m3 d'aigua de desguàs d'arrossar, que en condicionen les característiques fisicoquímiques de l'aigua. L'entrada d'aigua marina es fa per la zona connectada amb el mar obert. L'estructura hidrogràfica de l'aigua de la badia és temporalment molt variable, en funció sobretot de les entrades d'aigua dolça (principalment dels drenatges durant el període de cultiu de l'arròs) i de les condicions meteorològiques (vents, etc.).
Pel que fa a la vegetació, hi ha canyissars als voltants dels desguassos dels arrossars, i restes de comunitats halòfiles i halo-nitròfiles per la resta de l'espai. Aquestes darreres comunitats, tanmateix, es troben força malmeses per l'expansió dels arrossars. Sota les aigües de la badia dels Alfacs hi ha poblaments importants de macròfits marins com Cymodocea nodosa, Zostera noltii i Ruppia cirrhosa.
Quant a la fauna, tot el tram de costa entre el port de la Ràpita i l'inici de la barra del Trabucador constitueix un indret d'aturada per a molt larolimícoles com el territ variant (Calidris alpina), el territ tres-dits (C. Alba) i la gamba roja (Tringa totanus). També és important com a zona de repòs i alimentació per als flamencs (Phoenicopterus ruber). La comunitat de peixos associada als macròfits marins és molt diversa, destacant diferents espècies de signàtids, com l'agulleta de riu (Syngnanthus abaster) i de gòbids, com el gobi de fang (Gobius paganellus). Per altra banda, aquesta zona humida allotja una important població de fartet (Aphanius iberus). Recentment s'ha localitzat una població de peix mòmia (Fundulus heteroclitus), espècie introduïda altament invasora i que de la qual es porta seguiment i control.
Pel que fa als aspectes que presenten una influència negativa sobre l'espai en destaquen dos. D'una banda abocaments de fangs i aigües de drenatge dels arrossars i, d'altra banda la intensa activitat pesquera i de recol·lecció de marisc. També s'hi localitzen a l'espai alguns punts amb abocaments de runes i residus inerts i cultius semi-intensius de bivalves, bàsicament cloïsses.
L'àmbit marí de la badia o port dels Alfacs no forma part del Parc Natural ni del Pla d'espais d'interès natural ni de la Xarxa Natura 2000. Només gaudeixen d'aquestes tres figures de protecció un petit racó de 7,3 hectàrees a l'extrem est de la zona humida, al costat de la zona humida de les Antigues Salines de Sant Antoni. Així doncs, els herbassars de Cymodocea i Zostera, estrictament protegits en l'espai del PEIN "Delta de l'Ebre" pel Decret 328/1992, romanen aquí sense aquesta protecció.

## Sector sud
La zona humida del sector sud de la badia dels Alfacs ocupa aproximadament 2000 hectàrees i comprèn la part de la badia més pròxima a la punta de la Banya i la barra del Trabucador. La badia es formà al segle xvi i l'àrea interna presenta una plataforma d'1 a 2 metres de fondària. Aquest sector es troba menys influenciat per l'important abocament d'aigua dolça provinent dels canals de desguàs dels arrossars que el sector nord, ja que no limita amb cap arrossar. L'entrada d'aigua marina es fa per la seva connexió amb el mar i presenta una marcada estratificació, essent les zones més fondes les de major salinitat.
La plataforma soma està coberta per Cymodocea nodosa, espècie protegida pel Decret 328/1992. Pel que fa a la fauna a l'hivern i durant els passos de migració s'hi observen grans estols d'ocells com el bec de serra mitjà (Mergus serrator), el flamenc (Phoenicopterus ruber), el pigre gris (Pluvialis squatarola), la gamba roja (Tringa totanus), el territ menut (Calidris minuta), el territ bec-llarg (C. Ferruginea), el territ tres-dits (C. Alba), el territ menut (C. Minuta) i el territ variant (C. Alpina). No obstant, es poden observar moltes altres espècies, sobretot aquelles que nidifiquen o hivernen a la punta de la Banya com la gavina corsa (Larus audouinii), el gavià fosc (L. Fuscus), el xatrac becllarg (Sterna sandvicensis), la gavina capblanca (Larus genei), el gavià argentat (L.cachinnans), el xatrac comú (Sterna hirundo), el xatrac menut (S. Albifrons), el corriol camanegre (Charadrius alexandrinus), el bec d'alena (Recurvirostra avosetta), la garsa de mar (Haematopus ostralegus), l'ànec blanc (Tadorna tadorna). També s'hi agrupen a la punta de la Banya els anàtids com l'ànec collverd (Anas platyrhynchos), el xarxet (A. Crecca), l'ànec cua-llarg (A. Acuta), el cullerot (A. Clypeata), l'ànec xiulador (A. Penelope), el xibec (Netta rufina) i el griset (Anas strepera). Pel que fa als peixos, destaca la presència del fartet (Aphanius iberus), que hi té una població consolidada.
El principal problema que presenta la badia dels alfacs és la sobreexplotació dels recursos. La part sud de la badia dels Alfacs forma part de l'espai de la Xarxa Natura 2000 "Delta de l'Ebre", ampliat recentment (octubre 2006).